# 일락사
일락사(日樂寺)는 충청남도 서산시에 있는 사찰이다.
일락사는 663년(문무왕 3) 의현선사가 세웠다고 하지만 의현선사란 인물을 확인하기 어렵다. 1918년 제작된 「일락사 대웅전 중창기」에 의하면 1487년(성종 18), 1530년(중종 25), 1649년(인조 27)에 걸쳐 여러 차례 중창하였다고 하며, 『신증동국여지승람(新增東國輿地勝覽)』과 1957년 토지대장에는 일악사(日嶽寺)로 되어 있어 최근에 일락사로 절 이름이 바뀐 듯하다. 현재 대웅전은 1993년에 건물을 해체하여 원래 자리 오른쪽에 세웠는데 이때 ‘명부전’이란 현판을 달았으며, 이전 자리에는 대적광전을 새로 지었다. 1984년 5월 17일 일락사 대웅전, 일락사 삼층석탑, 일락사 철불이 충청남도 문화재 자료로 지정되었으며, 일락사는 1988년 6월 18일 전통 사찰 45호로 지정되었다.

## 보유 문화재
- 서산 일락사 대웅전 (충청남도의 문화재자료 제193호)
- 서산 일락사 삼층석탑 (충청남도의 문화재자료 제200호)